# Imam
Imam is een van oorsprong Arabisch woord waarmee een zeker leiderschap wordt aangeduid, voornamelijk binnen de islam. Er bestaan verschillende opvattingen over de rol en betekenis van de imam.
De imam is in eerste instantie een voorganger in het gebed (de salat). Veelal wordt gedacht dat imam een speciaal beroep is, of dat een imam een specifieke opleiding moet hebben genoten, maar het voorgaan in het gebed is traditioneel het enige criterium om imam te zijn.
Imam moet niet verward worden met Iman, een ander islamitisch begrip, dat geloof betekent, en verwijst naar zowel het verstandelijke als naar het emotionele aspect.
De term 'imam' verwijst tevens naar het beroep van geestelijk verzorger vanuit de islamitische levensbeschouwing.

## Imam als leider
Imam kan ook gezien worden als een spirituele leider zoals beschreven in verschillende verzen van de Koran. Hij (Allah) zei (tot hem): “Waarlijk, Ik zal jou voor de mensheid tot een leider maken.” En Wij stelden onder hen leiders aan.
Sjiitische moslims geloven in imams als leiders van de islamitische gemeenschap of oemma na Mohammed. Sjiieten beschouwen de term imam alleen van toepassing op familieleden van Mohammed, die door sjiieten van de ithna ashri en het ismaïlisme als onfeilbaar worden beschouwd. De eerste imam is Ali ibn Aboe Talib. Het verschil met de soennitische leer is dat de soennieten niet geloven dat de imam of kalief gekozen wordt door God. 
De sjiieten van de ithna ashri geloven dat er twaalf imams zijn geweest en dat er momenteel ook een imam is (Mohammed al-Mahdi) maar dat deze zich verborgen houdt. De komst van deze imam (al Mahdi) zal de wereld verlossen van alle ellende en onrechtvaardigheid. 
Alleen de ismaïlieten kennen ook een imam in de huidige tijd, namelijk de Aga Khan.

## Opleiding
In februari 2020 begon de eerste universitaire imamopleiding in België. Het gaat om een samenwerking tussen de Katholieke Universiteit Leuven en de Université catholique de Louvain (voor het civiele deel), in samenspraak met de Moslimexecutieve (voor het theologisch deel) en de federale overheid. Tegen 2025 zouden de eerste in België gevormde imams afstuderen.